# Крюкялис, Йонас
Йонас Крюкялис (лит. Jonas Kriukelis; 21 декабря 1927, дер. Робляй Панемунельской волости, ныне Рокишкский район — 11 января 1985, Вильнюс) — литовский инженер архитектор; лауреат Государственной премии Литовской ССР (1973). 

## Биография
В 1951 году окончил Каунасский политехнический институт (кафедра архитектурного проектирования). В 1953—1972 годах работал архитектором в Институте проектирования городского строительства в Вильнюсе, в 1960—1972 годах главный архитектор проектов. В 1972—1980 годах архитектор Института консервации памятников.

## Проекты

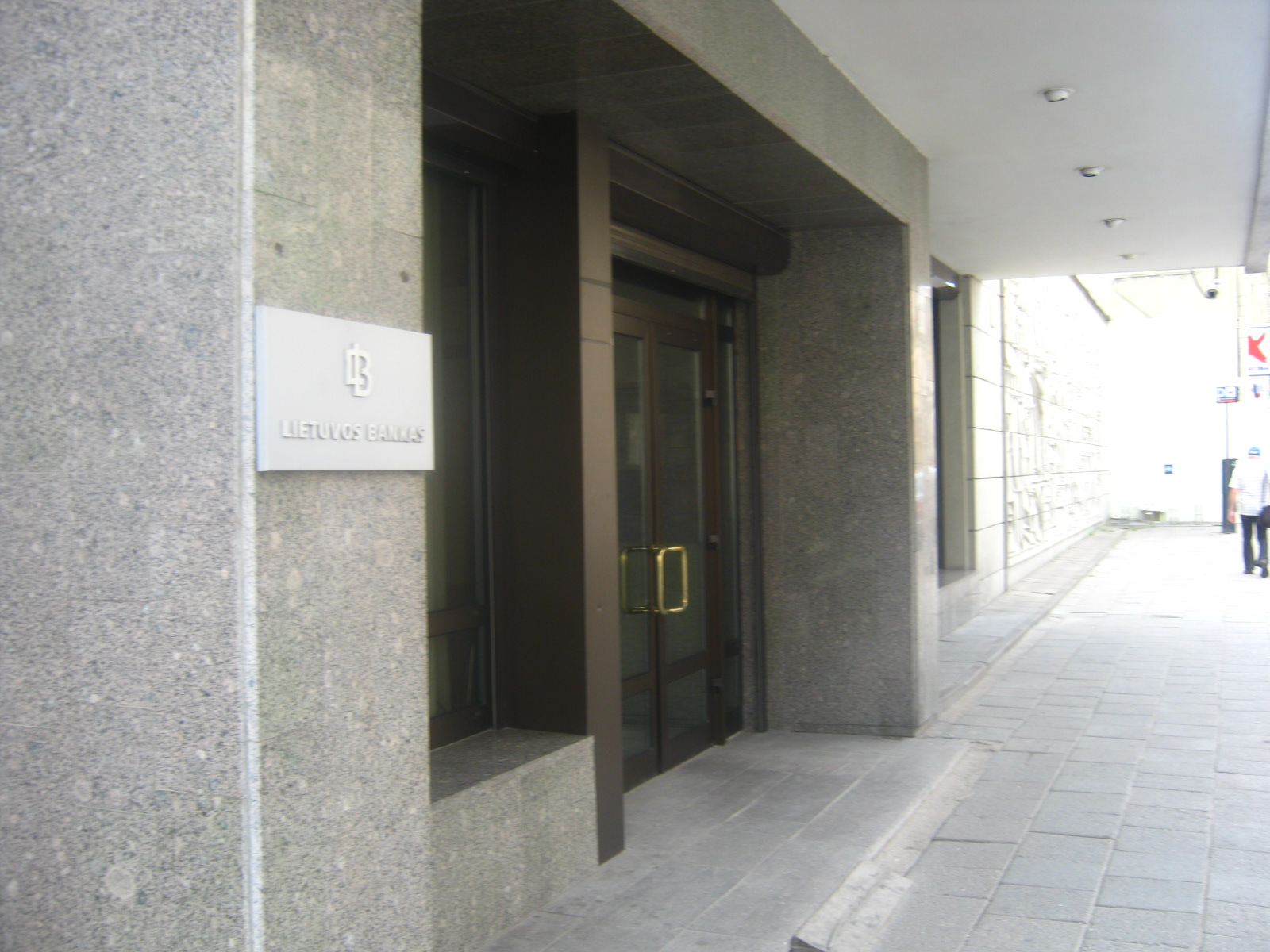
Вход в пристройку Банка Литвы

- Интерьер детского кафе «Никштукас» в Вильнюсе (совместно с Зигмантасом Ляндзбергисом, 1964, не сохранился.
- Пристройка Банка Литвы (ныне Lietuvos žemės ūkio bankas, 1966) на улице Тоторю — один ранних примеров функционализма в окружении исторической застройки, с чёткими геометрическими формами и отказом и от характерной для архитектуры банков репрезентативности, и от взаимодействия с окружающей средой[1]
- Жилой дом на улице Й. Басанавичяус (1966, совместно с Эдуардасом Хломаускасом)
- Дворец спорта (1971; совместно с Эдуардасом Хломаускасом и с Зигмантасом Ляндзбергисом; Государственная премия Литовской ССР, 1973)
- Комплекс пристроек Вильнюсского педагогического института (1978, совместно с Йонасом Анушкявичюсом).
- Жилой дом с торговыми помещениями (кулинарный магазин, кафе „Gabija“) на улице Лигонинес (1980)

### Проекты реставрации памятников архитектуры
- Ансамбль Вильнюсского университета (1968—1979, своместно с Алдоной Швабаускене, Романасом Яловецкасом, З. Ванагайте, Виолетой Урбонене).
- Южная башня Верхнего замка (1978).
- Административное здания Литовского общества глухих на улице Швянто Казимеро (1982).
- Белый зал и две башни астрономической обсерватории Вильнюсского университета (1984, совместно с архитектором Антанасом Гвильдисом).